# 白伟
白伟，字白尾，笔名百尾 （原名：Wieslaw Borkowski Jr.，1989年2月10日—），波兰人，出生于皮耶尼内山区的杜纳耶茨河畔的克罗希钱科（Kroscienko nad Dunajcem），艺术家和中文学家，画家，书法家。他的艺术创作结合中西文化，传统技术与虚拟现实。

## 个人经历
2008至2011年攻读华沙大学中文系，同时跟着波兰艺术家傅铎（Stanislaw Tworzydlo）学习中国传统绘画和书法。2012至2015年攻读中国美术学院中国画系人物专业的研究生。他的作品《飞天与天使对话》获得2015年中国美术学院研究生毕业展的金奖。白伟成为中国画系历史上第一个获得这个荣誉的外国留人。

## 展览

### 个人展览
2018年 - 《涌出》，湖尚汇，杭州，中国
2016年 -《感观中东欧》中东欧文化艺术交流展，宁波文化广场，宁波，中国
2016年 -《涌入》杭州图书馆展览艺术中心，杭州，中国
2015年 -《家乡风情》波兰共和国驻上海领事馆，上海，中国
2015年 -《对话：肖邦与琵琶梦》三郎艺术空间，杭州，中国
2012年 - 浙江大学国际教育学院，杭州，中国

### 群体展览
2017年 - 《水墨思想》国际当代艺术展，三亚，中国
2016年 - 第五届大学生艺术博览会，广州，中国
2016年 - 《难得集会》E-Moderne Gallerie，费城，美国
2016年 - 《物象交互》当代中外纸上艺术作品交流展，舟山，中国
2016年 - 《身体空间》杭州图书馆展览艺术中心，杭州，中国
2015年 - 《新当代》首尔，韩国
2015年 - 《千年叙述》中国美术学院博物馆，杭州，中国
2015年 - 毕业展，中国美术学院博物馆，杭州，中国
2014年 - 留学生双年展，中国美术学院博物馆，杭州，中国

## 收藏
- 新疆龟兹研究院，中国

- 中国美术学院美术馆，杭州，中国

- 景德镇陶艺研究院，中国

## 出版
波兰文翻译专业修改“Papier, Tusz i Pedzel”, 孙敏, 格但斯克大学出版社，2017年。